# Danaosz
Danaosz (görögül: Δαναός) a görög mitológiában Bélosz egyiptomi király fia, Aigüptosz ikertestvére, ötven leány, a danaidák apja. Felesége Polükszó najád. Apjától Arábia királyságát örökölte.
Aigüptosz elhatározta, hogy az ő ötven fia és Danaosz ötven leánya kössenek házasságot. Danaosz ezt ellenezte, mire Aigüptosz hajóhaddal támadt Arábiára. Danaosz Argoszba menekült, ám Aigüptosz oda is követte. Innentől két fő változata van a történetnek. Az egyik szerint Pelaszgosz volt Argosz királya, aki az egyiptomi ostrom során elesett. Danaoszt választották helyette királlyá, aki békét kötött Aigüptosszal. Más változat szerint Gelanór volt Argosz királya, aki átadta neki a várost.
Danaoszt később megölte veje, Lünkeusz – fivéreit megbosszulandó (lásd danaidák), s utána ő lett Argosz királya, más változat szerint Lünkeusz csak fiától, Abasztól értesült Danaosz haláláról.

## Kapcsoló szócikkek
- Les Danaïdes